# فريدريك بيرجمان لارسن
فريدريك بيرجمان لارسن (بالدنماركية: Frederik Bergmann Larsen)‏ هو طبيب دنماركي، ولد في 12 أكتوبر 1839 في راندرس في الدنمارك، وتوفي في 19 أبريل 1916 في Hadsten ‏ في الدنمارك.